# Grand Prix-wegrace der Naties 1986
De Grand Prix-wegrace der Naties 1986 was de tweede Grand Prix van wereldkampioenschap wegrace voor motorfietsen in het seizoen 1986. De races werden verreden op 17 en 18 mei 1986 op het Autodromo Nazionale di Monza nabij Monza.

## Algemeen
De grote afwezige in Italië was Freddie Spencer, die halverwege de 500cc-race van de Spaanse GP was afgestapt. Er deden vele geruchten de ronde over Spencer, maar teamchef Erv Kanemoto vertelde dat Spencer absoluut had willen komen. Enkele uren voor vertrek had hij in zijn woonplaats een proefrit gemaakt met een 750cc-Honda en daarbij was zijn arm meteen dik geworden. Racen was absoluut niet mogelijk. Zoals gebruikelijk was de organisatie in Italië hier en daar weer rommelig, vooral tijdens de trainingsdagen. Er waren vechtpartijen tussen toeschouwers, een dronken Duitser raakte ernstig gewond toen hij met zijn privé-motorfiets op de oude kombaan was gevallen en in het rennerskwartier werd gestolen, waarvan o.a. Boet van Dulmen het slachtoffer werd. Toen hij zijn valhelm even naast zich neerlegde verdween die en Boet racete met een geleende helm van Alan Carter. Ook gebruikelijk in Italië: de 125cc-klasse reed al op zaterdag, de andere klassen op zondag. In de 80cc-klasse had Derbi duidelijk geen stalorders uitgevaardigd, maar dat had men misschien wel moeten doen. Nu vochten Jorge Martínez en Ángel Nieto om het been waar Stefan Dörflinger (Krauser) uiteindelijk mee heen ging. 

## 500cc-klasse

### De training
De afwezigheid van Freddie Spencer leek ook HRC te verrassen, want zijn complete team stond in Monza klaar. Takazumi Katayama belde naar Japan om Spencer's Honda NSR 500 voor Raymond Roche los te praten, maar daar was men nog steeds niet zeker of Spencer alsnog zou verschijnen. Uiteindelijk moest Wayne Gardner het als enige Honda-viercilindercoureur opnemen tegen vijf Yamaha YZR 500's. Het ronderecord van Kenny Roberts uit het seizoen 1983 werd ruim overtroffen: zelfs Juan Garriga was met zijn Cagiva sneller. 

#### Trainingstijden
| Pos | Coureur            | Merk                        | Tijd    |
| --- | ------------------ | --------------------------- | ------- |
| 1.  | Eddie Lawson       | Marlboro-Agostini-Yamaha    | 1"49'05 |
| 2.  | Randy Mamola       | Lucky Strike-Roberts-Yamaha | 1"50'30 |
| 3.  | Wayne Gardner      | Rothmans-HRC-Honda          | 1"50'71 |
| 4.  | Rob McElnea        | Marlboro-Agostini-Yamaha    | 1"50'86 |
| 5.  | Christian Sarron   | Gauloises-Sonauto-Yamaha    | 1"50'91 |
| 6.  | Mike Baldwin       | Lucky Strike-Roberts-Yamaha | 1"51'25 |
| 7.  | Raymond Roche      | Rothmans-Katayama-Honda     | 1"51'58 |
| 8.  | Didier de Radiguès | Rollstar-Chevallier-Honda   | 1"51'91 |
| 9.  | Juan Garriga       | Cagiva                      | 1"52'64 |
| 10. | Roger Burnett      | Rothmans-HRC-Honda-UK       | 1"53'57 |

### De race
Opnieuw vond er een (duw)-startincident plaats. Dit keer werd Wayne Gardner van achteren geraakt door Marco Gentile toen zijn Honda NSR 500 niet wilde aanslaan. Hij kon bijna niet meer lopen, maar moest ook meteen de pit in om zijn verbogen schakelpedaal te laten herstellen. Eddie Lawson leidde de race voor Didier de Radiguès, Randy Mamola, Christian Sarron, Raymond Roche, Rob McElnea, Ron Haslam, Juan Garriga, Roger Burnett en Mike Baldwin. Mamola passeerde De Radiguès en ging in de achtervolging op Lawson. Daarachter werd uiteindelijk gevochten door drie man: Sarron, McElnea en Baldwin. Het brandstofverbruik was echter cruciaal: met toestemming van de wedstrijdleiding was er na de opwarmronde bijgetankt, maar Lawson wist toch brandstofbesparend te rijden én Mamola achter zich te houden. Baldwin maakte zijn slechte start goed en werd derde. Ron Haslam en Juan Garriga kwamen ondanks de extra benzine toch met lege tanks stil te staan. Boet van Dulmen reed bij het ingaan van de laatste ronde nog op de negende plaats, maar door het stilvallen van Haslam en Garriga en de val van McElnea werd hij toch nog zesde. Didier de Radiguès kon het tempo door zijn in Spanje gebroken sleutelbeen niet volgen, maar werd toch nog vijfde.

#### Uitslag 500cc-klasse
| Pos | Coureur             | Merk                        | Ronden | Tijd      | Grid | Punten |
| --- | ------------------- | --------------------------- | ------ | --------- | ---- | ------ |
| 1   | Eddie Lawson        | Marlboro-Agostini-Yamaha    | 25     | 46"29'95  | 1    | 15     |
| 2   | Randy Mamola        | Lucky Strike-Roberts-Yamaha | 25     | +5'68     | 2    | 12     |
| 3   | Mike Baldwin        | Lucky Strike-Roberts-Yamaha | 25     | +7'63     | 6    | 10     |
| 4   | Christian Sarron    | Gauloises-Sonauto-Yamaha    | 25     | +10'02    | 5    | 8      |
| 5   | Didier de Radiguès  | Rollstar-Chevallier-Honda   | 25     | +49'00    | 8    | 6      |
| 6   | Boet van Dulmen     | Bakker-PDM-Honda            | 25     | +1"43'95  | 16   | 5      |
| 7   | Pierfrancesco Chili | HB-Gallina-Suzuki           | 25     | +1"53'38  | 13   | 4      |
| 8   | Fabio Biliotti      | FMI-Honda                   | 24     | +1 ronde  | 14   | 3      |
| 9   | Paul Lewis          | Skoal Bandit-Heron-Suzuki   | 24     | +1 ronde  | 18   | 2      |
| 10  | Marco Papa          | Honda                       | 24     | +1 ronde  | 15   | 1      |
| 11  | Dave Petersen       | HB-Gallina-Suzuki           | 24     | +1 ronde  | 17   |        |
| 12  | Peter Sköld         | Bakker-Honda                | 24     | +1 ronde  | 20   |        |
| 13  | Henk van der Mark   | PDM-Honda                   | 24     | +1 ronde  | 25   |        |
| 14  | Manfred Fischer     | Hein Gericke-Honda          | 24     | +1 ronde  | 22   |        |
| 15  | Karl Truchsess      | Bakker-Honda                | 24     | +1 ronde  | 29   |        |
| 16  | Wayne Gardner       | Rothmans-HRC-Honda          | 24     | +1 ronde  | 3    |        |
| 17  | Peter Lindén        | Bakker-Honda                | 24     | +1 ronde  | 24   |        |
| 18  | Rob Punt            | Bakker-SNRT-Honda           | 24     | +1 ronde  | 32   |        |
| 19  | Marco Marchesani    | Suzuki                      | 23     | +2 ronden | 21   |        |

#### Niet gefinisht
| Coureur             | Merk                     | Ronden | Oorzaak   | Grid |
| ------------------- | ------------------------ | ------ | --------- | ---- |
| Ron Haslam          | ELF-Honda                | 24     | Brandstof | 11   |
| Rob McElnea         | Marlboro-Agostini-Yamaha | 24     | Val       | 4    |
| Juan Garriga        | Cagiva                   | 24     | Brandstof | 9    |
| Andreas Leuthe      | Honda                    | 22     |           | 33   |
| Leandro Becheroni   | Suzuki                   | 21     |           | 26   |
| Raymond Roche       | Rothmans-Katayama-Honda  | 15     | Val       | 7    |
| Josef Doppler       | Honda                    | 12     |           | 35   |
| Roger Burnett       | Rothmans-HRC-Honda-UK    | 12     | Vastloper | 10   |
| Marco Gentile       | Écurie-Fior-Honda        | 11     |           | 34   |
| Simon Buckmaster    | Duckhams Oil-Honda       | 10     |           | 30   |
| Armando Errico      | Suzuki                   | 6      |           | 23   |
| Alessandro Valesi   | Honda                    | 3      |           | 19   |
| Wolfgang von Muralt | Frankonia-Suzuki         | 1      |           | 36   |
| Vittorio Scatola    | Paton                    | 1      |           | 28   |
| Georg Jung          | Honda                    | 1      |           | 27   |
| Marco Lucchinelli   | Cagiva                   | 1      |           | 12   |
| Vinicio Bogani      | Suzuki                   | 1      |           | 31   |

#### Niet gekwalificeerd
| Coureur          | Merk          |
| ---------------- | ------------- |
| Eero Hyvärinen   | Spondon-Honda |
| David Griffith   | Suzuki        |
| Vincenzo Cascino | Suzuki        |

#### Niet deelgenomen
| Coureur         | Merk                     | Oorzaak              |
| --------------- | ------------------------ | -------------------- |
| Freddie Spencer | Rothmans-HRC-Honda       | Peesschedeontsteking |
| Gustav Reiner   | Bakker-Honda-Deutschland | Blessure             |

### Top tien tussenstand 500cc-klasse
| Pos. | Coureur             | Merk                        | Ptn. |
| ---- | ------------------- | --------------------------- | ---- |
| 1    | Eddie Lawson        | Marlboro-Agostini-Yamaha    | 27   |
| 2    | Mike Baldwin        | Lucky Strike-Roberts-Yamaha | 20   |
| 2    | Randy Mamola        | Lucky Strike-Roberts-Yamaha | 20   |
| 4    | Wayne Gardner       | Rothmans-HRC-Honda          | 15   |
| 5    | Christian Sarron    | Gauloises-Sonauto-Yamaha    | 14   |
| 6    | Didier de Radiguès  | Rollstar-Chevallier-Honda   | 6    |
| 7    | Fabio Biliotti      | FMI-Honda                   | 5    |
| 7    | Boet van Dulmen     | Bakker-PDM-Honda            | 5    |
| 7    | Raymond Roche       | Rothmans-Katayama-Honda     | 5    |
| 10   | Pierfrancesco Chili | HB-Gallina-Suzuki           | 4    |
| 10   | Rob McElnea         | Marlboro-Agostini-Yamaha    | 4    |

## 250cc-klasse

### De training
Yamaha had alleen de YZR 250 van Martin Wimmer van nieuwe zuigers en cilinders voorzien en daarmee reed hij de snelste trainingstijd. Manfred Herweh reed de vierde trainingstijd met een Rotax-blok uit 1985, dat sneller bleek te zijn dan de blokken van 1986. Garelli trad aan met nieuwe v-twins, die pas op de vrijdag voor de trainingen voor het eerst gelopen hadden. De machines waren ook 11½ kilo lichter geworden. Toch kwam Massimo Matteoni slechts op de zestiende startplaats.

#### Trainingstijden
| Pos | Coureur          | Merk                     | Tijd    |
| --- | ---------------- | ------------------------ | ------- |
| 1.  | Martin Wimmer    | Marlboro-Agostini-Yamaha | 1"56'77 |
| 2.  | Carlos Lavado    | HB-Venemotos-Yamaha      | 1"57'34 |
| 3.  | Fausto Ricci     | HRC-Honda                | 1"57'74 |
| 4.  | Manfred Herweh   | HB-Aprilia-Rotax         | 1"57'79 |
| 5.  | Dominique Sarron | Rothmans-Honda           | 1"58'28 |
| 6.  | Toni Mang        | Rothmans-HRC-Honda       | 1"58'29 |
| 7.  | Sito Pons        | Campsa-HRC-Honda         | 1"58'30 |
| 8.  | Carlos Cardús    | Campsa-Honda             | 1"58'34 |
| 9.  | Jacques Cornu    | ELF-Parisienne-Honda     | 1"58'55 |
| 10. | Tadahiko Taira   | Marlboro-Agostini-Yamaha | 1"58'76 |

### De race
Nog steeds wilden de Yamaha YZR 250's van Martin Wimmer en Tadahiko Taira niet goed starten, en Wimmer vertrok pas als achttiende. Fausto Ricci was als snelste weg, maar werd al snel ingehaald door Toni Mang en Carlos Lavado, waarna hij met ontstekingsproblemen stopte. Mang nam een voorsprong op Lavado van ongeveer vier seconden, terwijl daarachter Jean-François Baldé al op grote achterstand reed. Toch zouden er nog twee spannende gevechten ontstaan, vooral omdat Wimmer zijn slechte start goedmaakte en aansloot bij Baldé, Sito Pons en Dominique Sarron. Sarron moest lossen uit deze groep, maar de andere drie bleven tot het einde van de race van posities wisselen. Intussen reed Lavado het gat met Mang weer dicht en hij leek de race te gaan winnen. Mang sloot echter aan en passeerde Lavado in de laatste ronde bij het aanremmen van de Variante Ascari. Op het rechte stuk dook hij naar rechts om Lavado uit zijn slipstream te krijgen, maar ze reden naast elkaar de Curva Parabolica in. Mang had echter het voordeel van de binnenbocht en Lavado kon niet meer doen dan in zijn slipstream tweede te worden. De drie achtervolgers kwamen ook vrijwel tegelijkertijd over de eindstreep, maar Baldé werd derde. 

#### Uitslag 250cc-klasse
| Pos | Coureur                | Merk                     | Tijd     | Grid | Punten |
| --- | ---------------------- | ------------------------ | -------- | ---- | ------ |
| 1   | Toni Mang              | Rothmans-HRC-Honda       | 35"35'76 | 6    | 15     |
| 2   | Carlos Lavado          | HB-Venemotos-Yamaha      | +0'13    | 2    | 12     |
| 3   | Jean-François Baldé    | Rothmans-Katayama-Honda  | +11'18   | 18   | 10     |
| 4   | Martin Wimmer          | Marlboro-Agostini-Yamaha | +11'37   | 1    | 8      |
| 5   | Sito Pons              | Campsa-HRC-Honda         | +11'55   | 7    | 6      |
| 6   | Jacques Cornu          | ELF-Parisienne-Honda     | +20'72   | 9    | 5      |
| 7   | Dominique Sarron       | Rothmans-Honda           | +21'27   | 5    | 4      |
| 8   | Pierre Bolle           | ELF-Parisienne           | +27'40   | 22   | 3      |
| 9   | Massimo Matteoni       | Garelli                  | +27'72   | 16   | 2      |
| 10  | Jean-Michel Mattioli   | Yamaha                   | +27'86   | 14   | 1      |
| 11  | Alan Carter            | JJ Cobas-Rotax           | +33'76   | 17   |        |
| 12  | Hans Lindner           | Rotax                    | +34'00   | 28   |        |
| 13  | Stefano Caracchi       | Aprilia-Rotax            | +34'73   | 23   |        |
| 14  | Manfred Herweh         | HB-Aprilia-Rotax         | +34'92   | 4    |        |
| 15  | Reinhold Roth          | HB-Römer-Honda           | +35'13   | 20   |        |
| 16  | Harald Eckl            | HB-Honda                 | +51'38   | 26   |        |
| 17  | Stéphane Mertens       | Johnson-Yamaha           | +53'57   | 21   |        |
| 18  | Siegfried Minich       | Honda                    | +54'48   | 32   |        |
| 19  | Brent Jones            | Yamaha                   | +54'67   | 12   |        |
| 20  | Iván Palazzese         | Rotax                    | +55'04   | 30   |        |
| 21  | Antonio Neto           | Yamaha                   | +1"04'60 | 27   |        |
| 22  | Tadahiko Taira         | Marlboro-Agostini-Yamaha | +1"18'09 | 10   |        |
| 23  | Loris Reggiani         | Aprilia-Rotax            | +1"18'28 | 13   |        |
| 24  | Marcellino Lucchi      | Aprilia-Rotax            | +1"19'83 | 25   |        |
| 25  | Bruno Bonhuil          | Honda                    | +1"20'27 | 33   |        |
| 26  | Jean-Louis Guignabodet | MIG-Rotax                | +1"20'66 | 34   |        |
| 27  | René Delaby            | Rotax                    | +1"51'27 | 31   |        |

#### Niet gefinisht
| Coureur              | Merk                        | Oorzaak                     | Grid |
| -------------------- | --------------------------- | --------------------------- | ---- |
| Fausto Ricci         | HRC-Honda                   | Ontsteking                  | 3    |
| Jean Foray           | Yamaha                      |                             | 15   |
| Ian Newton           | Armstrong-Rotax             |                             | 24   |
| Carlos Cardús        | Campsa-Honda                |                             | 8    |
| Jean-Louis Tournadre | Yamaha                      |                             | 29   |
| Konrad Hefele        | Honda                       |                             | 35   |
| Donnie McLeod        | Silverstone-Armstrong-Rotax | Silverstone-Armstrong-Rotax | 11   |
| Antonio Rota         | Rotax                       |                             | 19   |
| Gary Noel            | EMC-Rotax                   |                             | 36   |

#### Niet deelgenomen
| Coureur           | Merk  | Oorzaak  |
| ----------------- | ----- | -------- |
| Sergio Pellandini | Honda | Blessure |

### Top tien tussenstand 250cc-klasse
| Pos. | Coureur             | Merk                        | Ptn. |
| ---- | ------------------- | --------------------------- | ---- |
| 1    | Carlos Lavado       | HB-Venemotos-Yamaha         | 27   |
| 1    | Toni Mang           | Rothmans-HRC-Honda          | 27   |
| 3    | Sito Pons           | Campsa-HRC-Honda            | 16   |
| 3    | Martin Wimmer       | Marlboro-Agostini-Yamaha    | 16   |
| 5    | Jean-François Baldé | Rothmans Katayama-Honda     | 13   |
| 6    | Jacques Cornu       | ELF-Parisienne-Honda        | 11   |
| 7    | Pierre Bolle        | ELF-Parisienne              | 8    |
| 8    | Donnie McLeod       | Silverstone-Armstrong-Rotax | 4    |
| 8    | Dominique Sarron    | Rothmans-Honda              | 4    |
| 10   | Fausto Ricci        | HRC-Honda                   | 2    |
| 10   | Massimo Matteoni    | Honda                       | 2    |

## 125cc-klasse

### De training
Het verschil tussen Fausto Gresini en de rest van het veld was in de training al vrij groot. Domenico Brigaglia en Ángel Nieto stonden na de training met hun semi-fabrieks MBA's achter privérijder August Auinger en ook Pier Paolo Bianchi was niet tevreden over zijn door Hans Müller geprepareerde MBA en stond slechts op de achtste startplaats.

#### Trainingstijden
| Pos | Coureur            | Merk           | Tijd    |
| --- | ------------------ | -------------- | ------- |
| 1.  | Fausto Gresini     | FMI-Garelli    | 2"04'18 |
| 2.  | Luca Cadalora      | FMI-Garelli    | 2"05'00 |
| 3.  | August Auinger     | Bartol-LCR-MBA | 2"05'07 |
| 4.  | Domenico Brigaglia | Ducados-MBA    | 2"05'68 |
| 5.  | Ezio Gianola       | MBA            | 2"05'91 |
| 6.  | Ángel Nieto        | Ducados-MBA    | 2"06'45 |
| 7.  | Olivier Liégeois   | Assmex-MBA     | 2"07'19 |
| 8.  | Pier Paolo Bianchi | MBA            | 2"07'85 |
| 9.  | Bruno Kneubühler   | LCR-MBA        | 2"07'86 |
| 10. | Gastone Grassetti  | MBA            | 2"08'43 |

### De race
De 125cc-klasse moest al op de zaterdag - tussen de trainingen door - haar race afwikkelen. Fausto Gresini maakte zich meteen na de start los van zijn achtervolgers en won zonder verdere problemen. Achter hem vonden spectaculaire gevechten plaats, vooral tussen Luca Cadalora en Ángel Nieto. Nieto beschuldigde Cadalora er later van dat deze hem had afgehouden waardoor Gresini kon winnen, maar hij had zelf ook enkele gevaarlijke streken uitgehaald, waaronder flink heen en weer slingeren om Cadalora met de snellere Garelli achter zich te houden. Uiteindelijk werd Nieto toch nog tweede voor August Auinger. Het veld was echter ver uit elkaar geslagen. Pier Paolo Bianchi werd vijfde, maar had ruim 54 seconden achterstand, zesde man Lucio Pietroniro bijna een minuut. 

#### Uitslag 125cc-klasse
| Pos | Coureur                | Merk           | Tijd     | Grid | Punten |
| --- | ---------------------- | -------------- | -------- | ---- | ------ |
| 1   | Fausto Gresini         | FMI-Garelli    | 37"51'45 | 1    | 15     |
| 2   | Ángel Nieto            | Ducados-MBA    | +10'58   | 6    | 12     |
| 3   | August Auinger         | Bartol-LCR-MBA | +10'77   | 3    | 10     |
| 4   | Luca Cadalora          | FMI-Garelli    | +13'65   | 2    | 8      |
| 5   | Pier Paolo Bianchi     | MBA            | +54'45   | 8    | 6      |
| 6   | Lucio Pietroniro       | Johnson-MBA    | +58'59   | 12   | 5      |
| 7   | Thierry Feuz           | MBA            | +1"09'43 | 11   | 4      |
| 8   | Gastone Grassetti      | MBA            | +1"12'16 | 10   | 3      |
| 9   | Johnny Wickström       | MBA            | +1"12'34 | 14   | 2      |
| 10  | Willy Pérez            | MBA            | +1"13'44 | 13   | 1      |
| 11  | Alfred Waibel          | MBA            | +2"04'21 | 19   |        |
| 12  | Håkan Olsson           | MBA            | +2"04'41 | 17   |        |
| 13  | Thomas Møller-Pedersen | MBA            | +2"04'60 | 20   |        |
| 14  | Adi Stadler            | MBA            | +2"05'08 | 31   |        |
| 15  | Andres Sánchez         | Ducados-MBA    | +2"06'30 | 25   |        |
| 16  | Jacques Hutteau        | MBA            | +1 ronde | 24   |        |
| 17  | Patrick Daudier        | PMDF           | +1 ronde | 26   |        |
| 18  | Robin Appleyard        | MBA            | +1 ronde | 23   |        |
| 19  | Peter Balaz            | MBA            | +1 ronde | 28   |        |
| 20  | Karl Dauer             | MBA            | +1 ronde | 35   |        |
| 21  | Manfred Braun          | MBA            | +1 ronde | 33   |        |
| 22  | Wilhelm Lücke          | MBA            | +1 ronde | 32   |        |
| 23  | Peter Sommer           | MBA            | +1 ronde | 34   |        |

#### Niet gefinisht
| Coureur            | Merk        | Oorzaak         | Grid |
| ------------------ | ----------- | --------------- | ---- |
| Bruno Kneubühler   | LCR-MBA     | Gebroken krukas | 9    |
| Ezio Gianola       | MBA         |                 | 5    |
| Domenico Brigaglia | Ducados-MBA | Vastloper       | 4    |
| Olivier Liégeois   | Assmex-MBA  | Gebroken bougie | 7    |
| Janez Pintar       | Eberhardt   |                 | 21   |
| Giuseppe Ascareggi | Elit-MBA    |                 | 18   |
| Esa Kytölä         | MBA         |                 | 29   |
| Iván Troisi        | MBA         |                 | 36   |
| Paolo Casoli       | MBA         | Ongeval         | 15   |
| Jussi Hautaniemi   | MBA         |                 | 22   |
| Mike Leitner       | MBA         |                 | 16   |
| Manuel Hernández   | MBA         |                 | 27   |
| Éric Saul          | LGN         |                 | 30   |

#### Niet deelgenomen
| Coureur            | Merk | Oorzaak  |
| ------------------ | ---- | -------- |
| Jean-Claude Selini | MBA  | Blessure |

### Top tien tussenstand 125cc-klasse
| Pos. | Coureur            | Merk           | Ptn. |
| ---- | ------------------ | -------------- | ---- |
| 1    | Fausto Gresini     | FMI-Garelli    | 30   |
| 2    | Luca Cadalora      | FMI-Garelli    | 16   |
| 3    | Domenico Brigaglia | Ducados-MBA    | 12   |
| 3    | Ángel Nieto        | Ducados-MBA    | 12   |
| 5    | August Auinger     | Bartol-LCR-MBA | 10   |
| 5    | Pier Paolo Bianchi | MBA            | 10   |
| 5    | Ezio Gianola       | MBA            | 10   |
| 8    | Johnny Wickström   | MBA            | 8    |
| 9    | Willy Pérez        | MBA            | 6    |
| 10   | Lucio Pietroniro   | Johnson-MBA    | 5    |

## 80cc-klasse

### De training
Stefan Dörflinger was gebrand op goede prestaties nadat hij in Spanje door een gescheurde uitlaat slechts negende was geworden. Hij moest het opnemen tegen drie fabrieksrijders van Derbi, maar reed desondanks de snelste trainingstijd. Dörflingers stalgenoot Ian McConnachie deed het ook niet slecht. Hij reed dezelfde tijd als Manuel Herreros. 

#### Trainingstijden
| Pos | Coureur            | Merk                  | Tijd    |
| --- | ------------------ | --------------------- | ------- |
| 1.  | Stefan Dörflinger  | Krauser               | 2"11'27 |
| 2.  | Ángel Nieto        | Ducados-Derbi         | 2"11'96 |
| 3.  | Jorge Martínez     | Ducados-Derbi         | 2"12'55 |
| 4.  | Manuel Herreros    | Ducados-Derbi         | 2"13'77 |
| 5.  | Ian McConnachie    | Krauser               | 2"13'77 |
| 6.  | Theo Timmer        | Hertog Jan-HuVo-Casal | 2"14'33 |
| 7.  | Pier Paolo Bianchi | Seel-MBA              | 2"14'77 |
| 8.  | Gerhard Waibel     | Real-Krauser          | 2"14'82 |
| 9.  | Hans Spaan         | Hertog Jan-HuVo-Casal | 2"16'45 |
| 10. | Gerd Kafka         | Krauser               | 2"16'46 |

### De race
Stefan Dörflinger sloeg aanvankelijk een gat van wel 100 meter ten opzichte van Ángel Nieto en Jorge Martínez, maar die wisten het weer dicht te rijden en in de achtste ronde reed Dörflinger zelfs op de derde plaats. Een ronde later vochten Martínez en Nieto in de eerste chicane zo hard om de koppositie, dat Nieto ten val kwam. Zo ontstond in de laatste ronde een gevecht tussen Martínez en Dörflinger. Martínez kwam als kopman uit de Curva Parabolica, maar Dörflinger kwam uit zijn slipstream en won. Manuel Herreros werd met zijn Derbi derde. 

#### Uitslag 80cc-klasse
| Pos | Coureur            | Merk                  | Tijd     | Grid | Punten |
| --- | ------------------ | --------------------- | -------- | ---- | ------ |
| 1   | Stefan Dörflinger  | Krauser               | 28"56'28 | 1    | 15     |
| 2   | Jorge Martínez     | Ducados-Derbi         | +0'47    | 3    | 12     |
| 3   | Manuel Herreros    | Ducados-Derbi         | +27'70   | 4    | 10     |
| 4   | Gerhard Waibel     | Real-Krauser          | +28'07   | 8    | 8      |
| 5   | Pier Paolo Bianchi | Seel-MBA              | +45'87   | 7    | 6      |
| 6   | Theo Timmer        | Hertog Jan-HuVo-Casal | +46'80   | 6    | 5      |
| 7   | Hans Spaan         | Hertog Jan-HuVo-Casal | +47'83   | 9    | 4      |
| 8   | Gerd Kafka         | Krauser               | +1"02'42 | 10   | 3      |
| 9   | Rainer Kunz        | Ziegler               | +1"36'77 | 19   | 2      |
| 10  | Salvatore Milano   | Krauser               | +1"42'98 | 20   | 1      |
| 11  | Luis Miguel Reyes  | Autisa                | +1"44'01 | 18   |        |
| 12  | Hibert Abold       | Seel-MBA              | +1"57'75 | 21   |        |
| 13  | Chris Baert        | Seel-MBA              | +2"37'17 | 24   |        |
| 14  | Jos van Dongen     | Casal                 | +1 ronde | 26   |        |
| 15  | Lionel Robert      | Krauser               | +1 ronde | 27   |        |
| 16  | Raimo Lipponen     | Krauser               | +1 ronde | 28   |        |
| 17  | Enzo Saffiotti     | Krauser               | +1 ronde | 34   |        |
| 18  | Reiner Koster      | Kroko                 | +1 ronde | 31   |        |
| 19  | Richard Bay        | Maico                 | +1 ronde | 33   |        |
| 20  | Jarno Piepponen    | Krauser               | +1 ronde | 29   |        |
| 21  | Bertus Grinwis     | Krauser               | +1 ronde | 35   |        |

#### Niet gefinisht
| Coureur             | Merk          | Oorzaak | Grid |
| ------------------- | ------------- | ------- | ---- |
| Domingo Gil Blanco  | Autisa        |         | 11   |
| René Dünki          | Krauser       |         | 15   |
| Thomas Engl         | Krauser       |         | 22   |
| Ángel Nieto         | Ducados-Derbi | Val     | 2    |
| Reiner Scheidhauer  | Seel-MBA      |         | 17   |
| Mario Stocco        | Casal         |         | 23   |
| Ian McConnachie     | Krauser       | Val     | 5    |
| Steve Mason         | MBA           |         | 25   |
| Alex Barros         | Autisa        |         | 16   |
| Stefan Brägger      | Casal         |         | 36   |
| Juan Ramón Bolart   | Autisa        |         | 13   |
| Henk van Kessel     | Krauser       |         | 12   |
| Felix Rodríguez     | Autisa        |         | 14   |
| Serge Julin         | Casal         |         | 30   |
| Reinhard Koberstein | Krauser       |         | 32   |

### Top tien tussenstand 80cc-klasse
| Pos. | Coureur            | Merk                  | Ptn. |
| ---- | ------------------ | --------------------- | ---- |
| 1    | Jorge Martínez     | Ducados-Derbi         | 27   |
| 2    | Manuel Herreros    | Ducados-Derbi         | 20   |
| 3    | Stefan Dörflinger  | Krauser               | 17   |
| 4    | Pier Paolo Bianchi | Seel-MBA              | 14   |
| 5    | Ángel Nieto        | Ducados-Derbi         | 12   |
| 5    | Gerhard Waibel     | Real-Krauser          | 12   |
| 7    | Ian McConnachie    | Krauser               | 6    |
| 8    | Juan Ramón Bolart  | Autisa                | 5    |
| 8    | Theo Timmer        | Hertog Jan-HuVo-Casal | 5    |
| 10   | Hans Spaan         | Hertog Jan-HuVo-Casal | 4    |

## Trivia

### Blunder
Rob McElnea reed in de voorlaatste ronde op de derde plaats, maar toen hij de streep passeerde ging hij rechtop zitten, overtuigd dat de race was afgelopen. Baldwin en Mamola vlogen echter voorbij en toen hij zijn fout besefte nam hij te veel risico waardoor hij zichzelf onderuit remde.

### Duwstart
Het tweede duwstartongeval in de tweede Grand Prix had vervelende gevolgen voor Wayne Gardner, die van achteren werd aangereden. En dat terwijl zowel Gardner als Randy Mamola de trainingsdagen gebruikt hadden om zoveel mogelijk duwstarts te oefenen. Het maakte wel opnieuw duidelijk hoe gevaarlijk de duwstarts waren geworden en Christian Sarron nam het voortouw om dit bij de FIM aan te kaarten. Dat was een goede zet, want Sarron had meestal weinig moeite met de starts en daarom meer recht van spreken dan coureurs die wel problemen hadden, zoals de Yamaha YZR 250-rijders. Die v-twins hadden gelijktijdig lopende cilinders, waardoor ze moeilijk door de compressie te drukken waren.
1922 · 1923 · 1924 · 1925 · 1926 · 1927 · 1928 · 1929 · 1930 · 1931 · 1932 · 1933 · 1934 · 1935 · 1936 · 1937 · 1938 · 1939 · 1947 · 1948 · 1949 · 1950 · 1951 · 1952 · 1953 · 1954 · 1955 · 1956 · 1957 · 1958 · 1959 · 1960 · 1961 · 1962 · 1963 · 1964 · 1965 · 1966 · 1967 · 1968 · 1969 · 1970 · 1971 · 1972 · 1973 · 1974 · 1975 · 1976 · 1977 · 1978 · 1979 · 1980 · 1981 · 1982 · 1983 · 1984 · 1985 · 1986 · 1987 · 1988 · 1989 · 1990